# Jaime de Palafox y Cardona
Jaime de Palafox y Cardona (Ariza, Zaragoza, 13 de diciembre de 1642-Sevilla, 3 de diciembre de 1701) fue un sacerdote español que recibió los nombramientos de arzobispo de Palermo el 8 de noviembre de 1677 y arzobispo de Sevilla el 13 de noviembre de 1684.  Falleció en Sevilla a los 59 años, siendo sucedido por Manuel Arias y Porres

## Biografía
Nació en la ciudad de Ariza, pequeña localidad de Aragón situada en la provincia de Zaragoza, era hijo de Juan Francisco de Palafox y Blanes, Conde de Ariza, señor de aquellas tierras y descendiente de Guillén de Palafox que compró la villa en 1381 a Pedro IV de Aragón.
Estudió teología en Salamanca, ciudad en la que fue nombrado rector de la universidad en 1662, y cánones en Zaragoza, donde también sería nombrado rector en 1669, rechazando el ofrecimiento de convertirse en obispo de Plasencia. Más adelante fue diputado del reino de Aragón y aceptó el nombramiento de arzobispo de Palermo en 1677, permaneciendo en el puesto hasta 1684.

### Arzobispo de Palermo
Durante su estancia en Palermo, conoció los escritos del místico Miguel de Molinos publicados bajo el nombre de Guia Espiritual, y los consideró de gran interés pastoral, hasta el punto de colaborar activamente en la primera edición de la obra que se publicó en Palermo y escribir una alabanza de su autor que se incluyó a modo de prólogo en la edición.

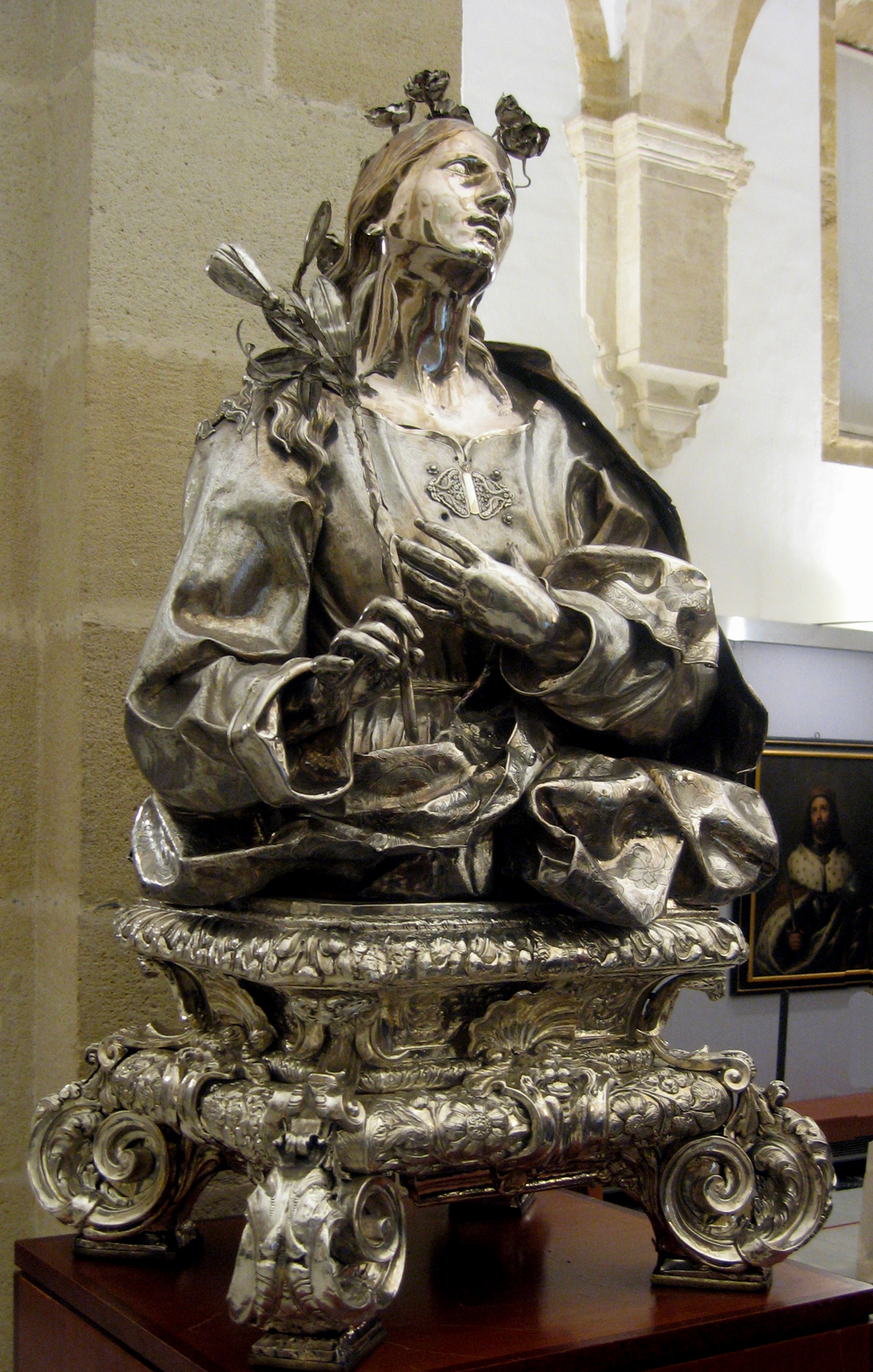
Busto-relicario de Santa Rosalía en el tesoro de la catedral de Sevilla. Lo realizó Lorenzo Castelli por encargo de Jaime de Palafox

### Arzobispo de Sevilla
Palafox fue nombrado arzobispo de Sevilla el 13 de noviembre de 1684 y tomó posesión del cargo el 15 de febrero de 1685, poco después la Inquisición condenó la doctrina de Miguel de Molinos, por lo que Jaime de Palafox se encontró en una situación muy delicada. A pesar de todo defendió públicamente la doctrina molinosista, lo que provocó que algunos de los colaboradores directos del arzobispo fueran condenados a diferentes penas, como Antonio de Pazos, visitador de monjas del arzobispado que tuvo que retractarse, salir en auto de fe celebrado el 10 de mayo de 1687 y sufrir pena de destierro. También fue detenido Juan de Bustos, canónigo de la iglesia de San Salvador de Sevilla. Finalmente, tras la condena definitiva por la inquisición a Miguel de Molinos, que pasó el resto de su vida en prisión, el mismo arzobispo tuvo que retractarse en otoño de 1687 en una carta pastoral en la que llamó a su antiguo y admirado amigo Hijo de maldad y de perdición, infernal monstruo y pérfido miserable.
Jaime de Palafox impulsó las obras del Hospital de los Venerables para el sostenimiento de sacerdotes ancianos, enriqueció el Palacio Arzobispal e introdujo la devoción a Santa Rosalía en la archidiócesis de Sevilla, encargando un magnífico busto en plata de la santa para conservar unas reliquias que había traído desde Palermo, el cual se encuentra en la actualidad en la Catedral de Sevilla. También le encargó al fraile franciscano fray Juan de San Bernardo la redacción de una biografía de Santa Rosalía que se publicó en Sevilla en el año 1689. Fue el impulsor de la fundación del Convento de Santa Rosalía en Sevilla, para lo cual se trasladaron unas monjas clarisas capuchinas desde Zaragoza entre las que se encontraba su hermana, Josefa de Palafox y Cardona, que fue la primera abadesa, y su sobrina sor Andrea Serafina Moncayo Palafox. El edificio se comenzó a construir en el mes de octubre de 1701, sin embargo, el arzobispo no pudo ver la obra finalizada pues falleció dos meses después, el día 2 de diciembre del mismo año.